# Кривандин, Владимир Алексеевич
Владимир Алексеевич Кривандин (1925 год, Москва) — советский и российский учёный-металлург, специалист в области металлургической теплотехники. Доктор технических наук, профессор кафедры теплофизики и экологии металлургического производства МИСиС. Заслуженный деятель науки и техники РСФСР

## Биография
Владимир Алексеевич Кривандин родился в Москве в 1925 году. После окончания Московского института стали в 1948 году работал в проектном институте «Стальпроект», в 1952 г. вернулся в вуз, где последовательно прошел путь от ассистента кафедры "Металлургические печи" до заведующего кафедрой теплофизики и теплоэнергетики  металлургического производства. Кафедру возглавлял тридцать лет, с 1975 г. по 2005 г.
В разные годы был деканом двух  факультетов. Инициатор открытия в МИСиС нового направления подготовки специалистов в области защиты окружающей среды от вредных промышленных выбросов.
В 28 лет (1953 г.) защитил кандидатскую диссертацию, в 43 года (1968 г.) – докторскую диссертацию.

## Научная и образовательная деятельность
Научные труды В.А. Кривандина посвящены решению актуальных научно-технических проблем. В частности, в 60-70 гг. его работы внесли значительный вклад в решение задачи перехода отечественной металлургии на использование природного газа. В 80–90 гг. разработаны и освоены методы интенсификации процессов теплообмена в нагревательных печах. Разработаны и внедрены новые элементы конструкции печей, методы и средства контроля ряда параметров, характеризующих тепло – и массообменные процессы в нагревательных и термических печах, обеспечивших повышение эффективности их функционирования, резкое снижение расходов топлива, защитной атмосферы и электроэнергии.
Результаты этих работ широко используются в металлургической практике и были внедрены в цехах горячей и холодной прокатки Новолипецкого и Магнитогорского металлургических комбинатов, на ЧерМК «Северсталь», Череповецком сталепрокатном заводе, Московском металлургическом заводе «Серп и молот» и других заводов. Разработанные математические модели, методики расчетов, новые элементы конструкции печей и устройств автоматического и оперативного контроля широко использовались в проектных институтах «Стальпроект» и «Теплопроект» при проектировании новых металлургических печей и их систем автоматического контроля и управления.
Под его руководством и непосредственном участии в рамках отраслевой лаборатории металлов и сплавов Министерства чёрной металлургии СССР впервые в металлургической практике создан комплекс оперативной диагностики печных агрегатов.
Научный руководитель более 50 кандидатских диссертаций. При консультативной поддержке В.А. Кривандина защищено более 20 докторских диссертаций. Им опубликовано свыше 200 печатных работ, среди которых 4 монографии и 18 учебников (ряд  из них переведен на иностранные языки), по ним училось не одно поколение инженеров-металлургов. Общеизвестны учебники "Металлургическая теплотехника", "Металлургические печи", "Теория, конструкции и расчеты металлургических печей", "Тепловая работа и конструкции металлургических печей", атлас "Металлургические печи".
На протяжении 25 лет руководил работой по развитию высшего образования в области металлургической теплотехники в стране, занимая пост председателя секции металлургической теплотехники учебно-методического объединения металлургических вузов.

## Признание
В.А. Кривандин награжден орденами «За заслуги перед Отечеством», «Дружбы народов», «Знак Почёта» и несколькими медалями. Ему присвоено почетное звание «Заслуженный деятель науки и техники РСФСР».